# Diputación Provincial de Granada
La Diputación Provincial de Granada es una institución pública que presta servicios directos a los ciudadanos y presta apoyo técnico, económico y tecnológico a los ayuntamientos de los municipios de la provincia de Granada, España. Además, coordina algunos servicios municipales y organiza servicios de carácter supramunicipal. Su presidente actualmente Francisco Rodríguez Guerrero (concejal de Alhendín) del Partido Popular.

## Naturaleza de la Diputación Provincial
De acuerdo a la Ley Orgánica 5/1985, de 19 de junio, del Régimen Electoral General, los diputados provinciales son elegidos mediante elección indirecta de acuerdo a los resultados en las elecciones municipales y, según el artículo 204, que regula el número de diputados en función de la población, el pleno lo componen 27 diputados, que son a su vez alcaldes y concejales de los municipios de la provincia, en representación de los 9 partidos judiciales electorales de la provincia.
| Partido judicial electoral | Población (2018) | Diputados |
| -------------------------- | ---------------- | --------- |
| Loja                       | 70 474           | 2         |
| Guadix                     | 45 455           | 2         |
| Granada                    | 504 007          | 11        |
| Motril                     | 96 806           | 3         |
| Órgiva                     | 23 784           | 1         |
| Baza                       | 38 219           | 2         |
| Santa Fe                   | 89 279           | 3         |
| Huéscar                    | 15 408           | 1         |
| Almuñécar                  | 28 643           | 2         |

## Historia
La Diputación Provincial de Granada se constituye por primera vez el 12 de mayo de 1813, siendo su primer Jefe Superior Político Manuel Francisco de Jáuregui. Apenas cumplido un año de vida, tras el retorno del modelo absolutista, el 4 de mayo de 1814 se firma su última acta con la reproducción del Decreto de Disolución de las Diputaciones.
El 10 de abril de 1820 la Diputación Provincial daba cuenta al rey Fernando VII de su nueva instalación, celebrándose la primera sesión de la Segunda Época de la Constitución Política el 26 de mayo del mismo año. Esta segunda etapa dura lo que el Trienio Liberal entrando en el ostracismo hasta 1835, año en el que el Real Decreto de 21 de septiembre restablece las Diputaciones, instaurada la de Granada el 31 de enero de 1836.
A partir de esta tercera y definitiva andadura sólo hubo un paréntesis en el verano de 1836 provocado por el pronunciamiento en Granada, el día 31 de julio, de miembros de la Guardia Nacional, ejército y pueblo para restablecer la Constitución Política de Cádiz de 1812, constituyéndose una Junta Directiva de Gobierno el 3 de agosto. Ésta se disuelve el 6 de septiembre estableciéndose con el carácter de Junta de Armamento y Defensa asociándose a la Diputación que se reinstaura el día 10 de octubre de 1836.

## Presidentes
Desde la instauración de la democracia en España, los presidentes de la diputación granadina han sido:

## Composición de la XII corporación
Tras las elecciones locales de 2023 la composición de la diputación para la XII legislatura quedó conformada por cuatro grupos políticos: PP, PSOE , IU y Vox.
| Legislatura      | Partido político           | Partido político | Presidente de la Diputación        | Nombramiento        | Cese                | Municipio        | Partido judicial |
| ---------------- | -------------------------- | ---------------- | ---------------------------------- | ------------------- | ------------------- | ---------------- | ---------------- |
| I legislatura    |                            | UCD              | José Sánchez Faba                  | 1979                | 1983                | Granada          | Granada          |
| I legislatura    | Gerardo Esteva de la Torre | UCD              | 1983                               | 1983                | Motril              | Motril           |                  |
| II legislatura   |                            | PSOE             | Juan Hurtado Gallardo              | 1983                | 1987                | Baza             | Baza             |
| III legislatura  | 1987                       | PSOE             | Juan Hurtado Gallardo              | 1988                |                     | Baza             | Baza             |
| III legislatura  | José Olea Varón            | PSOE             | 1988                               | 1991                | Granada             | Granada          |                  |
| IV legislatura   | José Olea Varón            | PSOE             | 1991                               | 1992                | Granada             | Granada          |                  |
| IV legislatura   | José Antonio India Gotor   | PSOE             | 1992                               | 1995                | Granada             | Granada          |                  |
| V legislatura    | José Antonio India Gotor   | PSOE             | 1995                               | 1999                | Granada             | Granada          |                  |
| VI legislatura   | José Rodríguez Tabasco     | PSOE             | 1999                               | 2003                | Santa Fe            | Santa Fe         |                  |
| VII legislatura  | Antonio Martínez Caler     | PSOE             | 2003                               | 2007                | Caniles             | Baza             |                  |
| VIII legislatura | Antonio Martínez Caler     | PSOE             | 2007                               | 14 de julio de 2011 | Caniles             | Baza             |                  |
| IX legislatura   |                            | PP               | Sebastián Pérez Ortiz              | 14 de julio de 2011 | 16 de julio de 2015 | Granada          | Granada          |
| X legislatura    |                            | PSOE             | José Entrena Ávila                 | 16 de julio de 2015 | 2 de julio de 2019  | Villanueva Mesía | Loja             |
| XI legislatura   | 2 de julio de 2019         | PSOE             | José Entrena Ávila                 | 13 de julio de 2023 |                     | Villanueva Mesía | Loja             |
| XII legislatura  |                            | PP               | Francisco Pedro Rodríguez Guerrero | 13 de julio de 2023 | Presente            | Alhendín         | Santa Fe         |

| Grupo provincial | Grupo provincial                  | Partidos políticos | Presidente                         | Portavoz                         | Diputados |
| ---------------- | --------------------------------- | ------------------ | ---------------------------------- | -------------------------------- | --------- |
|                  | Partido Popular                   | PP                 | Francisco Pedro Rodríguez Guerrero | Nicolás José Navarro Díaz        | 14        |
|                  | Partido Socialista Obrero Español | PSOE               | María Fátima Gómez Abad            | María Fátima Gómez Abad          | 11        |
|                  | IU                                | IU                 | María del Carmen Pérez Rodríguez   | María del Carmen Pérez Rodríguez | 1         |
|                  | Vox                               | Vox                | Gustavo de Castro Sierra           | Gustavo de Castro Sierra         | 1         |

### Composición actual[10]
| Actual distribución de la Diputación tras las elecciones municipales de 2023 | Actual distribución de la Diputación tras las elecciones municipales de 2023 | Actual distribución de la Diputación tras las elecciones municipales de 2023 | Actual distribución de la Diputación tras las elecciones municipales de 2023 | Actual distribución de la Diputación tras las elecciones municipales de 2023 |
| Partido político                                                             | Votos                                                                        | %                                                                            | Diputados                                                                    |                                                                              |
| ---------------------------------------------------------------------------- | ---------------------------------------------------------------------------- | ---------------------------------------------------------------------------- | ---------------------------------------------------------------------------- | ---------------------------------------------------------------------------- |
| Partido Popular (PP)                                                         | 171.824                                                                      | 38,12%                                                                       | 14                                                                           |                                                                              |
| Partido Socialista Obrero Español (PSOE)                                     | 155.484                                                                      | 34,50%                                                                       | 11                                                                           |                                                                              |
| Izquierda Unida-Para la gente (Para la gente)                                | 33.223                                                                       | 7,37%                                                                        | 1                                                                            |                                                                              |
| Vox (VOX)                                                                    | 29.684                                                                       | 6,58%                                                                        | 1                                                                            |                                                                              |